# 1171 Руставелія
1171 Руставелія (1171 Rusthawelia) — астероїд головного поясу, відкритий 3 жовтня 1930 року.
Тіссеранів параметр щодо Юпітера — 3,169.